# Äntligen hemma
Äntligen hemma var ett bygg- och inredningsprogram i TV4 med Martin Timell som programledare. Programmet som hade premiär 22 april 1997 hade som målsättning att motivera människor att själva fixa hemma. Den 20 oktober 2017 valde TV4 att stoppa programmet som sedan dess ej återupptagits.
Övriga medverkande har bland annat varit Elsa Billgren, Hanna Wessman, Karin Mannerstål, Bosse Rappne, Robin, Mikael och Patrik Wadenholt, Lee Christiernsson (då Björn Christiernsson), Lulu Carter och Anders Stålhand. Genom åren dök även ett flertal andra personer upp i programmet, däribland Timells son. 
Timell drev tidigare en byggfirma och i programmet visade han prov på sina kunskaper i snickeri. Med start den 6 mars 2017 inleddes den 41:a säsongen i TV4. Den 20 oktober 2017 stoppade TV4 programmet efter att Martin Timell anklagats för kränkningar mot sina medarbetare. Enbart ett avsnitt från säsong 42 sändes. Programmets repriser drogs in och försvann från TV4 Play. Efter anklagelserna mot Timell framkom även uppgifter om att material från programmet ska ha använts till privata byggprojekt hos chefer på TV4, som dragit nytta av relationen till Timell. I rättegången som följde i juni 2018 frikändes han av en enig tingsrätt från alla anklagelser. Domen överklagades till Svea hovrätt, men även där frikändes han. Timell stämde TV4 för uteblivet arvode och fick 8,9 miljoner kronor för detta.

## Medverkande
Nedan listas några av alla de programledare och inredare som under åren medverkade i programmet. Programmet leddes av Martin Timell från starten 1997 och fram till nedläggningen 20 år senare.
- Elsa Billgren, inredare
- Hanna Wessman, inredare
- Karin Mannerstål, inredare
- Hanna Bastin, inredare
- Bosse Rappne, växtexpert
- Anders Stålhand, växtexpert
- Trillingarna Robin, Patrik och Mikael Wadenholt, snickare
- Lee Christiernsson (då Björn Christiernsson), snickare till och med säsong 36

## Enskilda byggprojekt

### Storrenovering av hus
Under hösten 2008 till våren 2009 arbetade hela Äntligen hemma-gänget med att renovera ett gammalt och förfallet hus på Lidingö som skulle bli till en lyxvilla. Huset hade ritats av arkitekten Jacob J:son Gate på 1920-talet. Tidigare låg huset mycket väl kamouflerat bland stora träd och vildvuxna buskar och var ett trähus i två plan med en boyta på ca 180 kvadratmeter, källaren inräknad. Platsen där huset är byggt heter Hersby, Lokevägen 8, i centrala Lidingö med gångavstånd till centrum och bebyggelsen består till stor del av äldre villor med stora trädgårdar.
Efter att huset byggts klart gick det ut till försäljning med ett utgångspris på 12 miljoner kronor. Det såldes dock för 10,6 miljoner kronor, cirka 1,4 miljoner kronor under utgångspriset. Över 35 000 personer såg annonserna på Svensk fastighetsförmedling och Hemnets sajt, och på första visningen kom ett par hundra personer.

### Nybygge av hus
I 10 program under hösten 2010 byggde Äntligen hemma ett prefabricerat hus från grunden tillsammans med Trivselhus. Huset ligger i Älta, söder om Stockholm och byggdes i New England-stil. Målet här var att visa hur det fungerar när man som privatperson köpet ett prefabricerat hus.

### Renovering av gammalt torp
I den 29:e säsongen som sändes under våren 2011 renoverade gänget i programmet ett gammalt soldattorp från 1700-talet. Huset låg i Angarn, Vallentuna kommun.

## Övrigt
Våren 2000 lanserades Äntligen hemma som månadstidning. Tidningen gavs ut av LRF Media och upphörde år 2004. Även VHS-filmer släpptes.